# Armee der Föderation Bosnien und Herzegowina
Die Armee der Föderation Bosnien und Herzegowina (bosnisch/kroatisch Vojska Federacije Bosne i Hercegovine (VFBiH)) war die Streitkraft der Föderation Bosnien und Herzegowina innerhalb von Bosnien und Herzegowina. 
Sie wurde nach dem Dayton-Abkommen im Jahr 1995 gegründet. Sie gliederte sich aus den ehemaligen Konfliktparteien, der mehrheitlich bosniakischen Armee der Republik Bosnien und Herzegowina und des mehrheitlich kroatischen Kroatischen Verteidigungsrates. 2005 wurde die Armee der Föderation gemeinsam mit der Armee der Republika Srpska zur staatlichen Bosnisch-Herzegowinischen Streitkraft integriert.

## Ausrüstung
- Panzer
  - 45 M60 Patton[1]
  - 36 AMX-30
  - 10 T-55

- Sturmgewehre
  - M16
  - AR-15
  - Zastava M70
  - AK-47
  - HK33

## Luftfahrzeuge
- 15 UH-1H[2]
- 11 Utva 75
- 22 Mil Mi-8